# ولادا آوراموف
ولادا آوراموف (صربی: Vlada Avramov ۵ آوریل ۱۹۷۹) یک بازیکن فوتبال اهل صربستان است. 

## تیم ملی
وی در تیم ملی فوتبال صربستان بازی کرده است.